# Lex Papia Poppaea

La Lex Papia Poppaea fut proposée sous Auguste en 9 ap. J.-C. par les consuls suffects M. Papius Mutilius et Q. Poppaeus Secundus. Cette loi amende les lois d'Auguste à visée nataliste qui sanctionnaient les célibataires et les couples sans enfants, par des mesures d'incapacité testamentaire, les défavorisant dans le partage d'héritage. Elle définissait aussi pour les successions d'affranchi la part qui revenait à leur patron ou leur patronne, dégressive selon le nombre d'enfants héritiers que laissait l'affranchi.
L'empereur Claude en limita la portée en exemptant les citoyens romains. Elle fut abrogée en partie par Constantin Ier et abolie par Justinien.

## Historique
"Son zèle pour la réforme des abus se soutint toujours dans une constante activité : et les guerres ne l'empêchèrent pas d'y travailler, parce qu'elles roulaient sur Tibère, qui soutenait le poids avec capacité et avec succès. Il fit surtout les derniers efforts contre le célibat, qu'il avait déjà attaqué à diverses reprises, et dont l'usage se perpétuait dans Rome au mépris de ses ordonnances. On osait même murmurer hautement contre ces lois ; en l'an de Rome 760, dans des jeux auxquels l'empereur assistait, les chevaliers romains lui portèrent leurs plaintes contre la sévérité des peines imposées au célibat, et le pressèrent à grands cris de les révoquer. Auguste, voulant leur faire honte de leur demande, ordonna qu'on lui amenât sur-le-champ les enfants de Germanicus, qui étaient déjà en assez grand nombre, quoique ce jeune prince ne fût que dans sa vingt-quatrième année : et, prenant quelques-uns de ces tendres enfants entre ses bras, il les montrait aux chevaliers, et invitait la jeunesse romaine à suivre un tel exemple.

Il fit plus : il commanda peu après à tout l'ordre des chevaliers de se présenter devant lui partagés en deux bandes, ceux qui étaient mariés d'un côté, et de l'autre ceux qui ne l'étaient pas. Le nombre des derniers ayant de beaucoup passé les autres, il fut saisi d'indignation. Il commença par louer beaucoup ceux qui dans un honorable mariage élevaient des citoyens pour la république. Mais ensuite il invectiva avec véhémence contre les célibataires. 
« Si vous vous autorisez de l'exemple des Vestales, vivez donc comme elles, et soumettez-vous à la même peine, en cas que vous manquiez à l'observation d'une exacte continence. »
— Auguste
Ce n'était pas le plan de ces hommes dérangés, qui ne craignaient dans le mariage que l'embarras des soins domestiques et de l'éducation des enfants ; et qui n'aimaient dans l'état auquel ils demeuraient attachés que la liberté de se livrer sans frein à toutes sortes de désordres.
Un pareil système de conduite irritait Auguste avec raison ; et bien loin de révoquer ou d'adoucir les peines auxquelles il l'avaient précédemment assujetti, il en ajouta de nouvelles par une loi que portèrent les consuls Papius et Poppéus. Une circonstance bien singulière, et qui fait voir combien l'abus auquel voulait remédier Auguste était répandu, c'est que ces deux consuls, porteurs d'une loi si rigoureuse contre le célibat, n'étaient mariés ni l'un ni l'autre. La loi fut appelée de leur nom Papia Poppaea, et est très célèbre dans le droit romain. C'est aux jurisconsultes qu'il appartient d'en expliquer en détail, autant qu'il est possible, toutes les dispositions. Il me suffit d'observer que cette loi, selon Tacite, avait deux objets : l'un de punir les célibataires, l'autre d'enrichir le trésor public, au profit duquel elle confisquait les successions collatérales et les legs qui pouvaient regarder les citoyens non mariés." [réf. nécessaire]